# Monastero Mar Saba
Il monastero Mar Saba o laura di San Saba (in arabo دير مار سابا‎?; in ebraico מנזר מר סבא‎?; in greco Ἱερὰ Λαύρα τοῦ Ὁσίου Σάββα τοῦ Ἡγιασμένου?), è un monastero e centro spirituale greco-ortodosso sito nei pressi di Betlemme, così denominato dal suo fondatore, Saba Archimandrita. Fu fondato nel 439, divenne molto fiorente fino a raggiungere, nel VII secolo, circa 4000 monaci, per poi ridursi oggi a poche unità.
Nel monastero visse, dopo essersi ritirato dal suo alto incarico amministrativo alla corte omayyade, Giovanni Damasceno (676-749 circa), la cui tomba è sita in una grotta al di sotto del monastero.
Nel convento il professor Morton Smith ritrovò nel 1958 la Lettera di Mar Saba, attribuita a Clemente Alessandrino, la quale conterrebbe alcuni frammenti del cosiddetto Vangelo segreto di Marco. Stephen C. Carlson ha pubblicato nel 2005 il libro "The Gospel Hoax" che dichiara la falsità del documento riportato nelle foto di Smith.
Esiste anche un romanzo dal titolo " The Mystery of Mar Saba" di James. H. Hunter, edito da Evangelical Publisher nel 1940. Alcune tesi ritengono che il professor Smith si ispirò anche al romanzo di Hunter che coinvolge Americani e Nazisti per un testo apocrifo in grado di distruggere la Chiesa.

## Galleria d'immagine

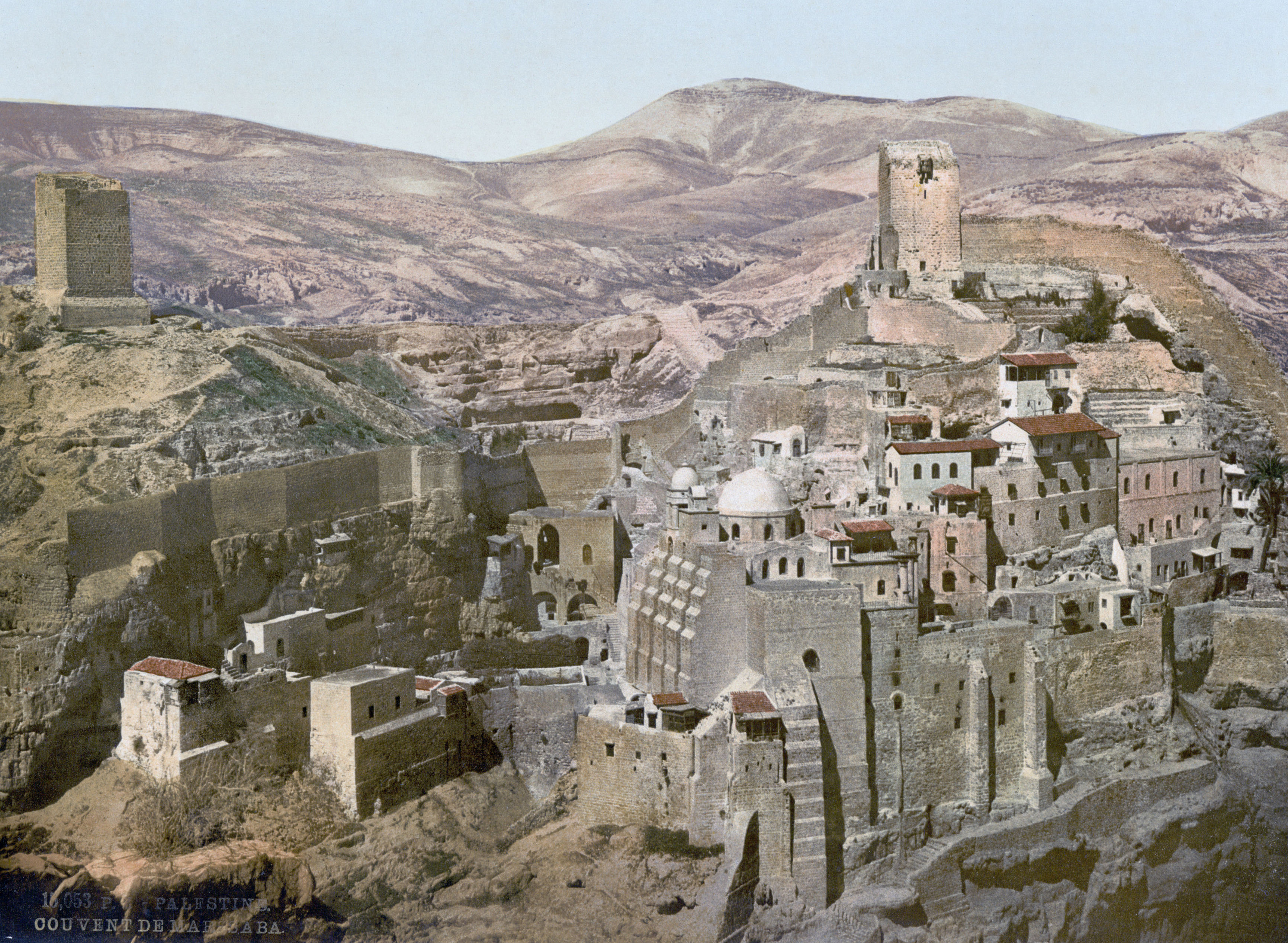
Mar Saba nel 1900
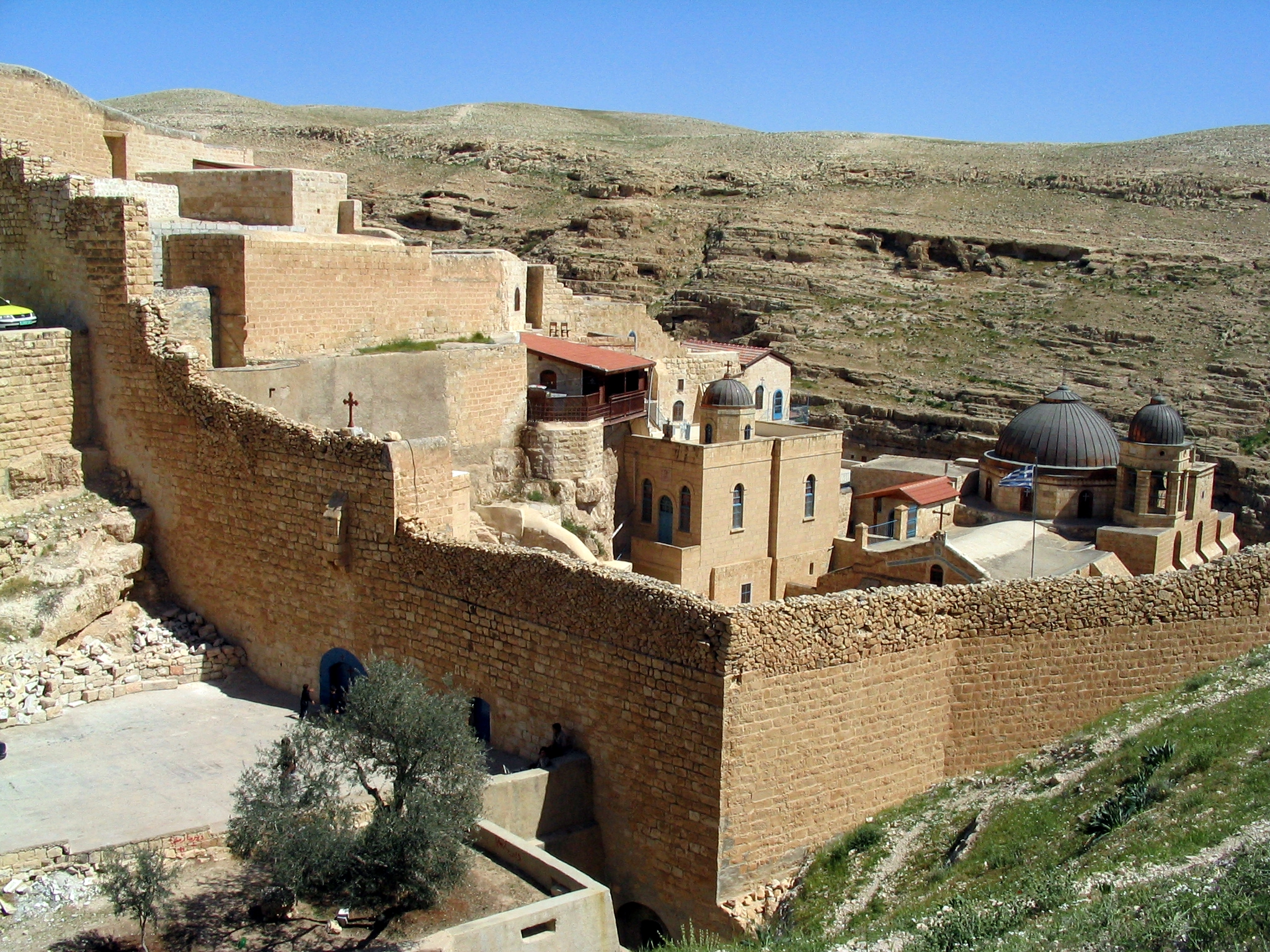
Mar Saba nel 2005
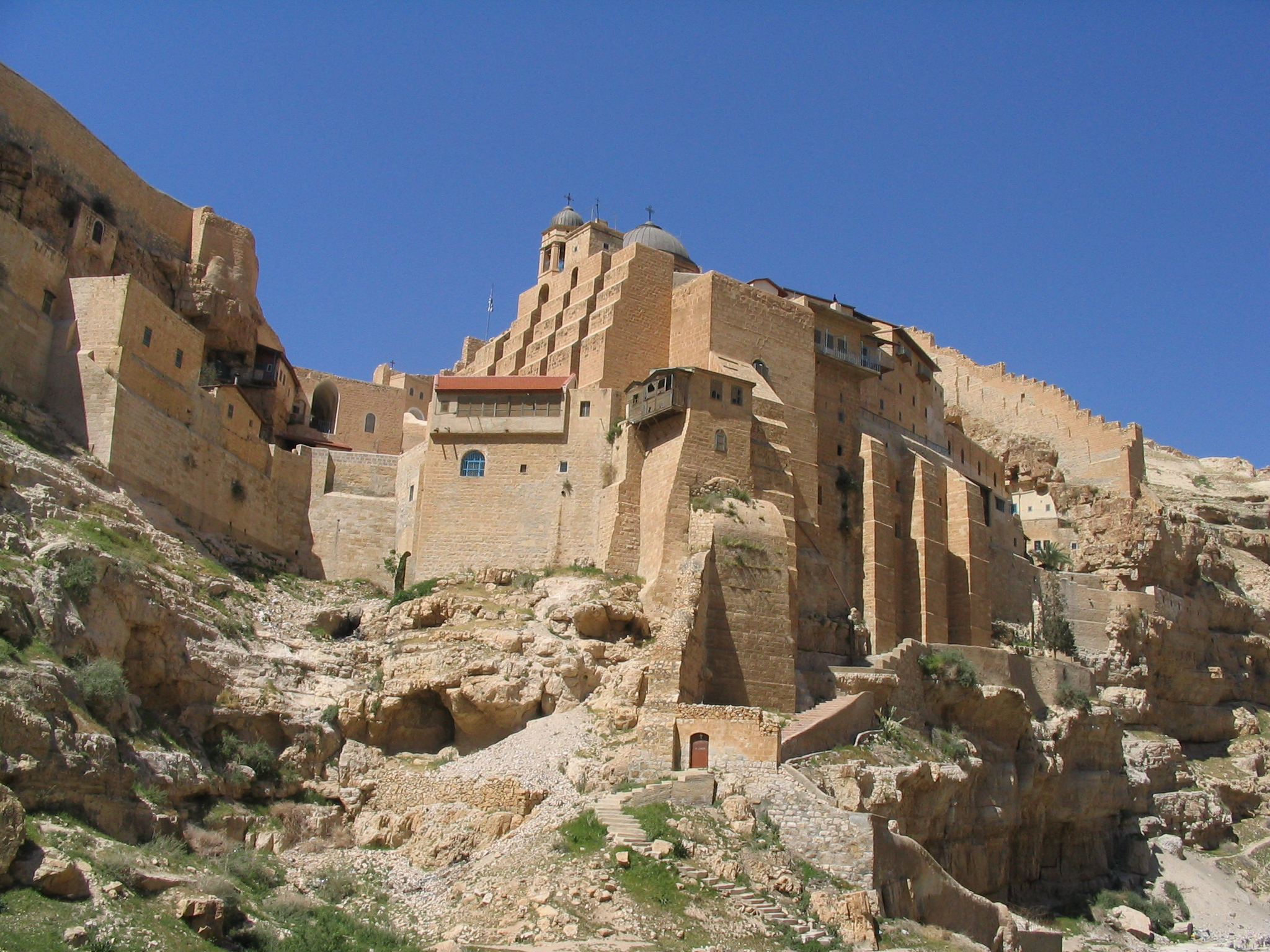
Mar Saba (2005)